# Praydinae
Praydinae es una subfamilia de lepidópteros perteneciente a la familia Yponomeutidae. Algunos autores la tratan como una familia, Praydidae, de Yponomeutoidea.

## Géneros
- Atemelia Herrich-Schäffer, 1853
- Prays Hübner, [1825]
- Distagmos Herrich-Schäffer, 1853